# Statistical Science
Statistical Science est une revue de statistiques publiée par l'Institute of Mathematical Statistics depuis 1986.